# Got to Get You into My Life
"Got to Get You into My Life" é uma canção do grupo britânico The Beatles, lançada no álbum Revolver. Esta canção também foi gravada por Cliff Bennett and The Rabel Rousers numa versão que chegou ao Top 10 nas paradas britânicas e também pela banda Earth, Wind & Fire para a trilha sonora do filme Sgt. Pepper's Lonely Hearts Club Band.

## Ficha Técnica
- Paul McCartney:Baixo e vocais
- John Lennon: Guitarra rítmica e Órgão
- George Harrison: Guitarra solo
- Ringo Starr: Bateria e Pandeirola

- Banda de metais formada por: Ian Hamer,Alan Branscombe e Eddy Thornton (Trompetes) e Les Conlon e Pete Coe (Saxofones Tenor).